# Acid Angel from Asia
Acid Angel from Asia(애시드 엔젤 프롬 에이시아, AAA)는 2022년 모드하우스에 의해 결성된 대한민국의 걸 그룹 트리플에스의 첫 번째 서브 유닛이다. 구성원은 김유연, 김나경, 공유빈, 정혜린으로 이루어져 있다. 이 4인조는 2022년 10월 28일 EP 음반 Access와 함께 데뷔했다.

## 구성원
| 이름   | 소개                                                                                            |
| ------ | ----------------------------------------------------------------------------------------------- |
| 김유연 | - 출생일: 2001년 2월 9일(24세) - 출생지: 대한민국 서울특별시 서초구 반포동 - 포지션 : 리더      |
| 김나경 | - 출생일: 2002년 10월 13일(22세) - 출생지: 대한민국 울산광역시 중구 약사동 - 포지션 : 메인보컬  |
| 공유빈 | - 출생일: 2005년 3월 12일(20세) - 출생지: 대한민국 경기도 용인시 기흥구 - 포지션 : 리드댄서     |
| 정혜린 | - 출생일: 2007년 4월 12일(18세) - 출생지: 대한민국 대구광역시 수성구 황금동 - 포지션 : 메인댄서 |

## 디스코그래피

### EP
- Access (EP) - 2022년 10월 28일 발매

### 싱글
- Generation (Acid Angel from Asia의 노래) - 2022년 (음반: Access)